# 龙象之争
龙象之争，是指21世纪亚洲两个大国——中国和印度之间的可能竞争关系。
“龙”代表中国，因为龙一直是中国的象征。“象”指印度，因为大象（亚洲象）是印度的象征动物。20世纪末，伴随亚洲大国中国和印度的崛起，很多学者预测中国和印度之间的竞争关系也将愈演愈烈，极端情况下，甚至会爆发军事战争；中国和印度将争夺21世纪亚洲政治、经济和军事的主导权。
但也有社论认为：所谓的“龙象之争”是个伪命题，亚洲和世界应该容得下中印两个大国的同时崛起和共同繁荣。中国总理温家宝“否认中印是龙象之争”。
印度视中国为竞争对手，而中国则较少关注印度。

## 历史背景
中国（中华人民共和国）和印度（印度共和国）现代建国时间相近，中国为1949年10月1日，印度为1947年8月15日。中国和印度同为发展中国家，是发展国家中的大国。中国和印度也同为人类历史上的文明古国，同属“四大文明古国”之列。
中国和印度在20世纪后半叶曾有过边界冲突，最著名当为中印边境战争。现今二国仍存有争议领土，包括藏南地区和阿克赛钦。

## 现状
中国和印度的经济都经历高速增长，并没有遭受2008年金融危机的冲击。但中国的经济增长速度明显快于印度。中国和印度的政治体制和经济体制都很不相同。中国和印度同为世界人口大国，中国人口超过13亿，印度人口超过11亿，有预测印度人口不久后将超过中国。
中国和印度都是区域军事大国，都有一定的远距离军事投递能力，两国都拥有航空母舰。两国都在全力发展远洋海军力量和空军力量。